# Ceriagrion fallax
Ceriagrion fallax – gatunek ważki z rodziny łątkowatych (Coenagrionidae). Występuje w Azji – od północnych Indii po wschodnie Chiny i Półwysep Malajski.